# Encuentro de Coros Parroquiales Almas Jóvenes

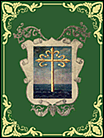
Escudo del Encuentro.

Bajo el nombre de Encuentro de Coros Parroquiales Almas Jóvenes se celebra en la ciudad de Cádiz (España) un certamen-festival de coros vinculados a distintas parroquias católicas de la provincia gaditana.
El encuentro ha contado durante sus once ediciones con la colaboración de varios coros procedentes de la capital gaditana y de las localidades de San Fernando, Puerto Real y Tarifa Barbate. Asimismo, por sus tablas han pasado varios artistas invitados tales como Gloria Tendero, Brotes de Olivo, Nico Montero y Nacho Dueñas entre otros.